# Muerte y funeral de María de Teck
El funeral de la reina María (nacida como la princesa Victoria María de Teck), viuda del rey Jorge V, tuvo lugar el 31 de marzo de 1953 en la capilla de San Jorge, en el castillo de Windsor, tras su muerte el 24 de marzo y su posterior entierro en Westminster Hall. Su muerte ocurrió dos meses antes de cumplir 86 años y diez semanas antes de la coronación de su nieta, la recientemente elevada reina Isabel II.

## Antecedentes
En su último año, María se vio profundamente afectada por la muerte de su hijo, el rey Jorge VI, el tercero de sus hijos que falleció antes que ella. También sufría de una enfermedad gástrica desde hacía algún tiempo y había estado en cama durante un mes. Se informó en la prensa que sus allegados sintieron que en su último mes aceptaba más la realidad de su condición y sentía que había cumplido su objetivo de preservar la monarquía y que su vida estaba llegando a un final natural. Las cortinas de su habitación también estaban corridas mientras se quejaba de la luz en sus ojos.

## Muerte
Según los informes, la reina María tuvo una hemorragia el 24 de marzo de 1953. Un boletín publicado en Marlborough House a las 11:40 a. m. anunció que había preocupaciones por su estado de salud. Un segundo boletín a la 1:40 p. m. decía que su estado se había "agravado" y había "un grave debilitamiento de la acción del corazón". A las 7:00 p. m., se anunció que María estaba perdiendo fuerzas pero "durmiendo tranquila". Murió mientras dormía en Marlborough House a las 10:20 p. m. El anuncio, emitido a las 11:15 p. m., fue firmado por Sir Horace Evans y Lord Webb-Johnson. Su hija, la Princesa Real, estaba a su lado. Su hijo mayor, el duque de Windsor (el abdicado rey Eduardo VIII), que la había visitado dos veces durante el día, regresó a Marlborough House por tercera vez diez minutos después de la muerte de su madre. Tanto la princesa real como el duque de Windsor habían interrumpido sus vacaciones en los Estados Unidos y las Indias Occidentales cuando la condición de su madre empeoró.  El otro hijo sobreviviente de María, el duque de Gloucester, sus nietas, la reina Isabel II y la princesa Margarita, su nuera, la reina Isabel, la reina madre, y otros miembros de la familia real también la visitaron en su último día. La reina y el duque de Edimburgo, la reina madre, la princesa Margarita, el duque de Windsor, el duque y la duquesa de Gloucester, la princesa Marina, la duquesa de Kent, el duque de Kent y la princesa Alejandra visitaron Marlborough House al día siguiente. Un portavoz de la duquesa de Windsor, que no había acompañado a su marido al Reino Unido, afirmó que estaba "muy angustiada".

## Reacciones
Tras el anuncio, se bajó el estandarte de armas de la Reina María que ondeaba sobre Marlborough House. Las banderas ondearon a media asta en edificios gubernamentales y buques de guerra en Gran Bretaña y en otros países de la Commonwealth británica hasta después del funeral. El primer ministro Winston Churchill informó a la Cámara de los Comunes de su muerte a las 22:45.  También presentó una moción de condolencias, que fue apoyada por el líder de la oposición, Clement Attlee. También se rindieron homenajes en el Parlamento Federal de Australia. El Papa Pio XII, el Rey de Suecia Gustavo, el presidente estadounidense Dwight D. Eisenhower, el presidente francés Vincent Auriol, el presidente alemán Theodor Heuss, el presidente surcoreano Syngman Rhee y los embajadores de la Commonwealth británica y otros funcionarios también emitieron mensajes de condolencias. La BBC interrumpió los programas Light y Third a las 23:25 para anunciar su fallecimiento. No se emitieron más programas después, excepto noticias y pronósticos del tiempo. El día después de su muerte, los tribunales y la Bolsa de Valores de Londres observaron un breve silencio antes de comenzar a trabajar. La Casa Real observó un período de luto de un mes hasta el 25 de abril y se cancelaron los compromisos oficiales de la familia real, aunque la coronación de su nieta, la reina Isabel II, no se pospuso por deseo de María. Los preparativos para la coronación también significaron que se descartó la Abadía de Westminster como lugar para su funeral. El 25 de marzo, Queen's Own Rifles of Canada, de los cuales María era coronel en jefe, realizó un desfile de regimiento dedicado a su memoria.

## Capilla ardiente
El ataúd de María se colocó en la Capilla de la Reina en los terrenos de Marlborough House el 26 de marzo, donde fue custodiado por miembros de su familia. El 29 de marzo al mediodía, el Arzobispo de Canterbury realizó un pequeño servicio en la capilla al que asistieron la Reina, el Duque de Edimburgo, la Reina Madre y otros miembros de la familia real.  Una corona de lirios, rosas y claveles de la Reina y el Duque de Edimburgo estaba encima, con una corona de la Reina Madre y la Princesa Margarita, y otra de los hijos y nueras de María colocada cerca.
Luego, el féretro fue llevado de Marlborough House a las 2:29 p. m. A Westminster Hall el 29 de marzo para que ella yaciera en el estado en una ruta de una milla y media de largo. Estaba envuelto en su estandarte personal con la corona de la Reina en la parte superior. El carro de armas de la Tropa del Rey, Royal Horse Artillery, en el que se colocó el ataúd, pasó The Mall hacia Horse Guards Parade y entró en Whitehall en una procesión a través de calles bordeadas por medio millón de personas. Había seis portadores del féretro, incluidos coroneles de cuatro regimientos de los cuales la reina María había sido coronel en jefe. Participaron en la procesión 210 de todos los rangos de la Royal Air Force, seguidos por 210 de todos los rangos de la Brigada de Gurkhas, 42 de todos los rangos de la Caballería Doméstica y 262 de todos los rangos de la Royal Navy y los Royal Marines. Los seguían las bandas masivas de la Brigada de Gurkhas, dos de los lacayos de la reina María, dos de sus pajes y su mayordomo. El carro de armas fue escoltado por tres portadores del féretro a cada lado flanqueados en el exterior por el grupo de portadores de la Compañía de Granaderos de la Guardia de la Reina. El duque de Edimburgo (con uniforme de almirante), el duque de Windsor (también con uniforme de almirante), el duque de Gloucester (con uniforme de coronel de la Guardia Escocesa), el duque de Kent (con sombrero de copa y traje de mañana), el Príncipe Jorge de Grecia y Dinamarca, miembros de la nobleza británica, el Primer Lord del Mar, el Ayudante General de las Fuerzas, Sir John Whitworth-Jones, y destacamentos de regimientos asociados con María siguieron la procesión. Toda la ruta estaba llena de personal militar, todos con las armas al revés. Solo presentaron las armas una vez que el carro de armas pasó frente a ellos. Los participantes marcharon a un ritmo de 80 por minuto y se dispararon saludos de armas cada minuto. La procesión duró veintiséis minutos y el ataúd llegó a Westminster Hall a las 2:55 p. m..
Una vez que se colocó el ataúd en Westminster Hall a las 3:00 p. m., los duques reales, el hermano de María, el conde de Athlone, sus nietos, el conde de Harewood y el Excmo. Gerald Lascelles y la nobleza estaban de pie a un lado del catafalco, mientras que la Reina, la Reina Madre, la Princesa Margarita, la Princesa Real, la Duquesa de Gloucester, la Duquesa de Kent, la Princesa Alexandra y la Condesa de Athlone estaban de pie en el otro lado. La Guardia de Granaderos proporcionó la guardia de honor y también estuvieron presentes regimientos de la Royal Air Force. El arzobispo de Canterbury condujo un breve servicio en presencia de miembros de la familia real. También asistieron el Primer Ministro, miembros del Parlamento y sus cónyuges. Los restos de María yacían en el estado entre el 29 y el 31 de marzo de 1953,  donde los jefes de Estado y 119,959 dolientes desfilaron frente a su ataúd vigilados por el Honorable Cuerpo de Caballeros en Armas y Yeomen de la Guardia. El duque de Windsor y el duque de Gloucester también se turnaron para vigilar el ataúd de su madre.

## Funeral y entierro
El 31 de marzo de 1953, los restos de María fueron trasladados en automóvil desde Londres a Windsor a las 5:00 a. m.. Fue llevado a la Capilla Albert Memorial en preparación para una procesión dentro de los terrenos del Castillo de Windsor a la Capilla de San Jorge. Los dolientes partieron de la estación London Paddington para abordar un tren especial a Windsor. Su ataúd fue llevado a la Capilla de San Jorge por seis militares portadores del féretro, todos elegidos de los regimientos con los que estaba asociada. Fue traído por la gran puerta este a las 11:00 a. m.. Cuando el ataúd se movió por la capilla, fue precedido por el Capitán Arthur Pageant, Lord Claude Hamilton, el Excmo. John Coke, que llevaba la insignia y las órdenes de caballería de María, y el Lord Chambelán.  Le siguieron el duque de Edimburgo, el duque de Windsor, el duque de Gloucester, el duque de Kent, el conde de Athlone, el príncipe heredero de Noruega, el rey de los belgas, el rey de Jordania, el príncipe Axel de Dinamarca, El príncipe Chula de Tailandia, el príncipe Bertil de Suecia, el príncipe Félix de Luxemburgo, el príncipe Jorge de Grecia y Dinamarca, el duque de Brunswick, el príncipe Jorge Guillermo de Hannover, el príncipe Luis de Hesse y del Rin, el conde Mountbatten de Birmania, el conde de Harewood, el Excmo. Gerald Lascelles, el marqués de Carisbrooke, el almirante Sir Alexander Ramsay, el marqués de Cambridge, el marqués de Milford Haven, el duque de Beaufort, Richard Abel Smith, Sir John Weir, Lord Webb-Johnson y Sir Horace Evans.  La Reina y otras mujeres miembros de la familia real no siguieron el ataúd a pie y, en cambio, ocuparon su lugar dentro de la capilla antes de su llegada.

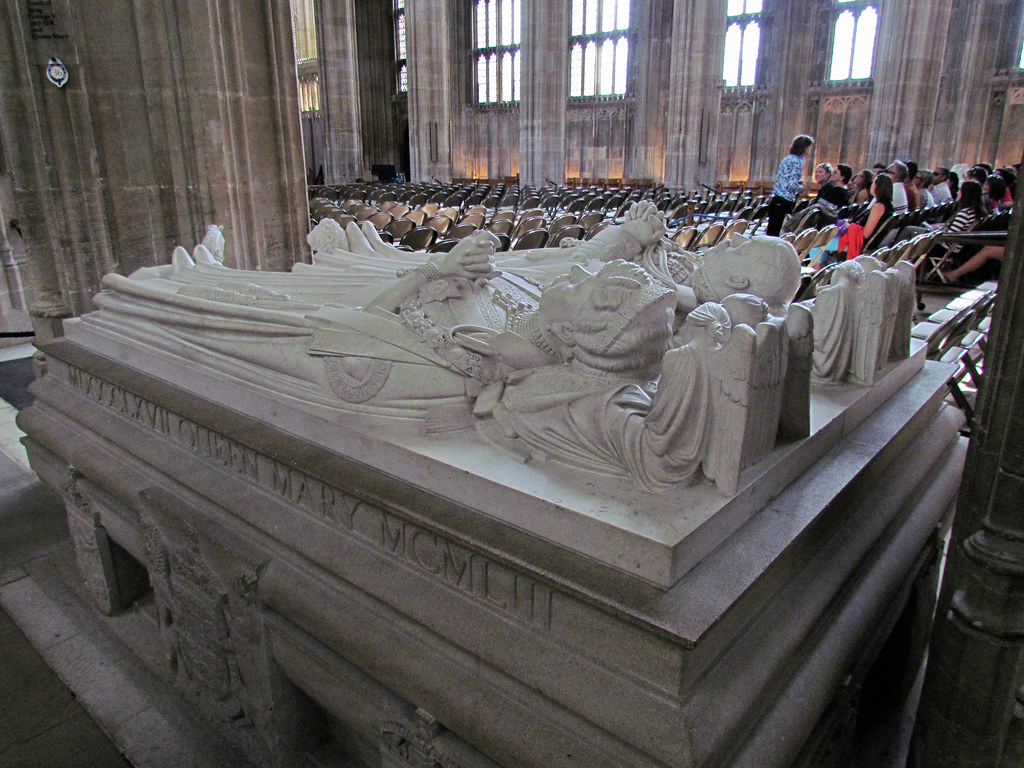
Las tumbas de Jorge V y de la Reina María en la Capilla de San Jorge, Windsor

1.500 dolientes que consistían en dignatarios extranjeros asistieron al funeral, que fue conducido por el arzobispo de Canterbury y el decano de Windsor y transmitido por la BBC por radio. Duró 40 minutos. Los himnos incluidos en el servicio fueron "Permanece conmigo" y "Se hablan cosas gloriosas de ti". Una vez que el ataúd fue bajado a la Bóveda Real a través del piso del coro, la Reina roció tierra de Frogmore tres veces desde un tazón de plata sobre el ataúd de su abuela mientras el Arzobispo declaraba su resurrección a la vida eterna y pronunciaba las palabras "Tierra a Tierra, Cenizas a las cenizas de polvo al polvo". Luego pronunció la bendición, que fue seguida por la "Marcha Muerta". El Rey de Armas Principal de la Jarretera leyó los títulos y estilos de la Reina María hacia el final de la ceremonia. Al final del servicio, la Reina, la Reina Madre y otras mujeres miembros de la familia real hicieron una reverencia ante el ataúd y los duques reales se inclinaron al marcharse. Después de la ceremonia oficial, se permitió al público en los terrenos del castillo ver los tributos florales. El mismo día se llevó a cabo un servicio conmemorativo en la Catedral de San Pablo, al que asistieron 4.000 miembros del público. El cuerpo de María fue llevado a la Bóveda Real antes de ser enterrado junto al de su esposo debajo de un sarcófago monumental en el Pasillo de la Nave Norte de la Capilla de San Jorge. Está coronado por efigies de las tumbas de María y Jorge, esculpidas por Sir William Reid Dick.
En agosto de 1953, los registros del Registro Principal de Sucesiones mostraron que la reina María había dejado £379,864 en su testamento. Su testamento fue sellado en Londres después de su muerte. Su patrimonio fue valorado en £ 406,407 (o £ 7,9 millones en 2022 cuando se ajusta por inflación).